# Tanya Charry
Tanya Charry Hernández (Barranquilla, 30 de diciembre de 1974) es una periodista, presentadora de televisión e investigadora de noticias de entretenimiento colombiana.
Es copresentadora y reportera principal del show de entretenimiento latino “El gordo y la flaca” reconocido a nivel nacional en Estados Unidos como uno de los de mayor rating.

## Vida profesional
Firmó un contrato de exclusividad en el 2002 con Univisión, para trabajar en el show Escándalo TV. que se emitía en el canal Telefutura, propiedad de Univisión.
En el año 2012 Tanya viaja a México para conocer los últimos detalles de la muerte de Jenni Rivera logrando la cronología muy completa de los últimos momentos de la cantante
Considerada una de las mejores reporteras de entretenimiento de la televisión hispana, esta barranquillera estuvo nominada a un Emmy como Talento Sobresaliente en el 2015, por una entrevista que le hizo a Shakira. Apasionada por su trabajo, tiene un gran poder de convicción para conseguir que los personajes del espectáculo desnuden su alma frente a las cámaras. Aplaudida en una entrevista que le hizo al cantante Farruko en el segmento ‘En Confianza’ del show El Gordo y la Flaca, en la que él confesó que a los 16 años vendía cocaína en las calles de Puerto Rico y robaba motos y que se fue de la isla en busca de una nueva vida.
En noviembre de 2016 tuvo la primicia de que Marc Anthony y Jennifer López habían vuelto y lo consideró como uno de los puntos para reafirmar su compromiso con los espectadores que buscan noticias con fuentes de rigurosa credibilidad.
En 2017 La Academia Nacional de Televisión, Artes y Ciencias anunció la nominación de Tanya Charry, periodista y reportera del programa diario “El Gordo y la Flaca” de la cadena Univisión. Charry ha sido nominada a la categoría de talento sobresaliente de programas en español por su sección “En confianza con Tanya Charry” con un reportaje que hizo al reconocido cantante “Luis Enrique” desde la frontera de Tijuana, México. Regresó con Luis Enrique al mismo lugar por donde cruzó a Estados Unidos hace 38 años, siendo un ilegal. El cantante nunca había vuelto a ese lugar.
Tanya en su larga trayectoria ha podido realizar entrevistas y documentales de artistas como su paisana Shakira, Marc Anthony, Juan Gabriel a quién siempre quiso entrevistar, así también como a Marco Antonio Solis, Malillany Marín, Antonio Banderas, entre otras celebridades, siendo su seriedad y profesionalismo las que marcan la impronta que caracteriza su trabajo.